# Bengt Berggren (ingenjör)
Bengt Eugen Laurentius Berggren, född 26 december 1893 i Oskarshamn, död 7 december 1974, var en svensk ingenjör.
Berggren, som var son till elektriker F.M. Berggren och Josefina Nelsson, utexaminerades från Chalmers tekniska institut 1917. Han var anställd hos Asea 1917–1920, assistent hos Statens elektriska inspektion 1920–1933, statsinspektör över elektriska starkströmsanläggningar 1933–1945, specialinspektör hos Yrkesinspektionen 1934–1945, tillsyningsman över elektriska trådbuss-, spårvägs- och järnvägsanläggningar från 1938 samt kommerseråd och chef för Kommerskollegiums elektriska byrå 1945–1960. 
Berggren var verkställande ledamot i kommittén för utarbetande av statliga elektriska säkerhetsföreskrifter 1934–1936, ordförande i elektrifieringsberedningen sedan 1945, styrelseledamot i Sveriges elektriska kommission 1948–1961, ledamot i Svenska centralkommittén för internationella ingenjörskongresser från 1946, i samarbetskommittén för landsbygdsnätens standardisering och dess arbetsutskott 1945–1955, i elskattenämnden 1951–1957, ordförande i Svenska brandskyddsföreningens elektriska nämnd 1951–1965, expert hos elkraftutredningen 1952–1955 samt ordförande och ledamot i ett flertal kommittéer och nämnder, som handlade bland annat elektriska säkerhetsföreskrifter och normeringsfrågor 1934–1950. Han utgav Kommerskollegii säkerhetsföreskrifter för elektriska starkströmsanläggningar, med kommentarer av Bengt Berggren och Sten Tennander (1942, flera upplagor). Bengt Berggren är begravd på Sandsborgskyrkogården i Stockholm.